# François Élie Roudaire
 (septembre 2019).
Si vous disposez d'ouvrages ou d'articles de référence ou si vous connaissez des sites web de qualité traitant du thème abordé ici, merci de compléter l'article en donnant les références utiles à sa vérifiabilité et en les liant à la section « Notes et références ».
François Élie Roudaire, né le 6 août 1836 à Guéret où il est mort le 13 janvier 1885, est un officier et géographe français. Il est le promoteur du projet de mer intérieure (africaine ou saharienne) auquel Ferdinand de Lesseps a attaché son renom.

## Biographie
Issu d'une famille de la bourgeoisie provinciale portée aux idées nouvelles et aux sciences (son père Joseph François a dirigé le musée d'histoire naturelle de Guéret), Roudaire, après des études classiques dans sa ville natale, sort sous-lieutenant de Saint-Cyr (1er octobre 1855) puis lieutenant de l'École d'application (13 janvier 1858). Il s'oriente ensuite vers une carrière scientifique au sein de l'armée. Affecté au Dépôt de la guerre en qualité d'officier géodésien, le 28 mars 1862, il est envoyé en Algérie, où il arrive le 10 avril 1864, pour cartographier la colonie par les moyens de la géodésie et de la topographie. Opérant au sud de Biskra, dans la province de Constantine, l'officier découvre la région des chotts dont il mesure le premier avec précision la profondeur.
Fort de résultats nettement au-dessous du niveau zéro (jusqu'à – 40 m), et sans connaître la partie tunisienne, Roudaire acquiert la conviction que la vaste dépression salée qui se prolonge jusqu'au golfe de Gabès correspond au lit d'une mer asséchée connue au temps d'Hérodote sous le nom de baie de Triton. Dans un article écrit pour la Revue des Deux Mondes du 15 mai 1874, « Une mer intérieure en Algérie », l'officier consolide son hypothèse et propose de ramener la mer par un canal creusé dans le seuil de Gabès. Entre autres bienfaits, la masse d'eau introduite modifierait notablement le climat local et permettrait de refaire de la région un « grenier à blé ». Ferdinand de Lesseps, qui vient de triompher à Suez, adopte l'idée. Plusieurs écrivains, savants et hommes politiques s'engagent à ses côtés.
Dans l'enthousiasme général, le gouvernement charge Roudaire d'une série de missions de reconnaissance et de nivellement. Le 1er décembre 1874, il effectue une première mission, au départ de Biskra, au Chott Melhrir (Algérie). Le 1er mars 1876 et le 27 novembre 1878, il quitte Gabès pour les chotts el-Gharsa et el-Jérid (Tunisie) dont il ressort que la dépression est discontinue, coupée en plusieurs endroits de « seuils », et, plus grave, que le Chott el-Jérid est entièrement au-dessus du niveau de la mer (+ 15 m). La réduction de la surface inondable (entre 6 et 8 000 km2) et le coût d'un canal long de 240 kilomètres découragent le gouvernement qui a pris les conseils d'une commission supérieure dite de la mer intérieure (réunie à Paris du 5 mai au 7 juillet 1882).

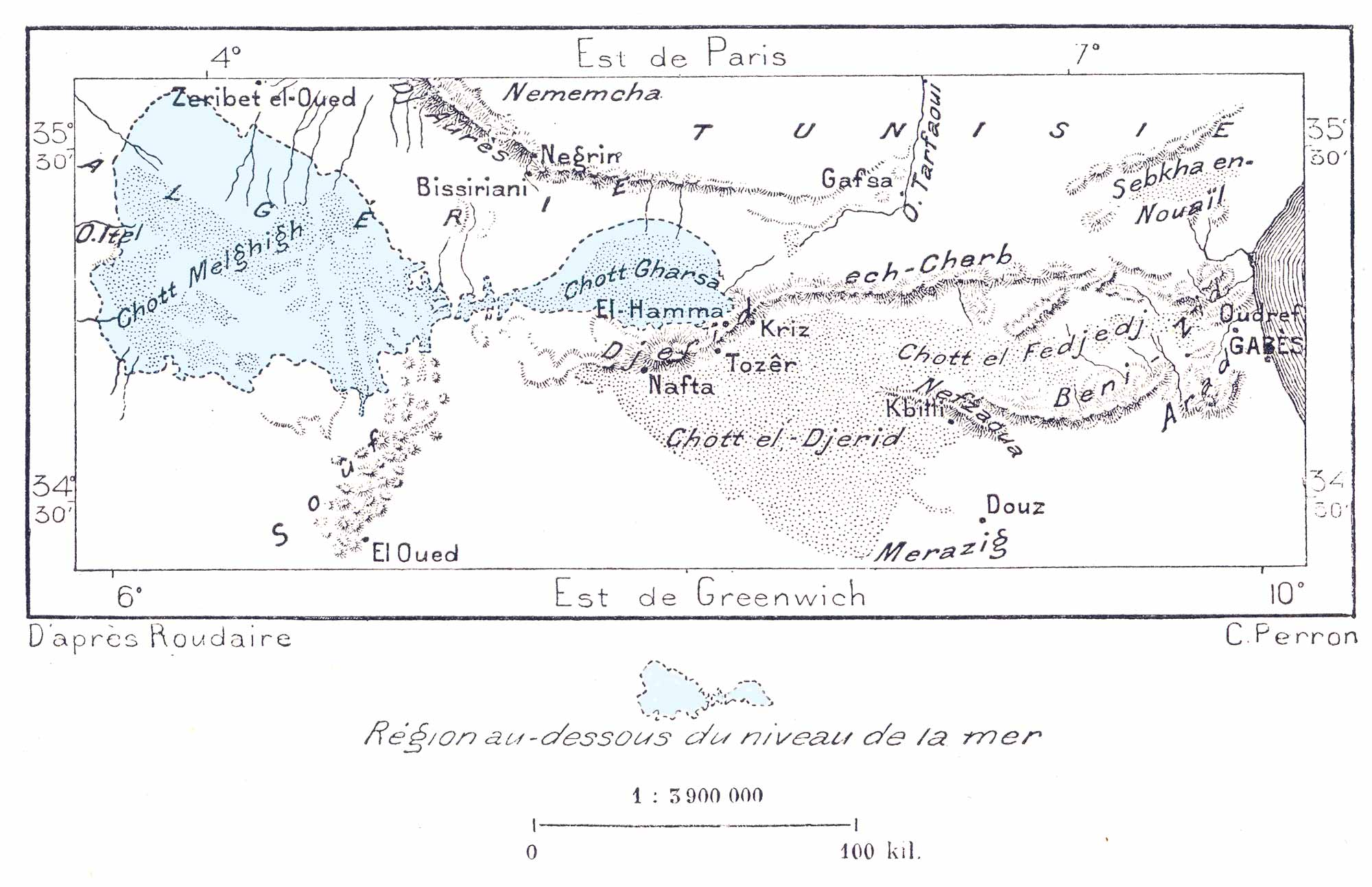
Relevé effectué par le commandant Roudaire dans le cadre du projet.

Le 28 juillet, le ministre des Travaux publics se déclare défavorable au projet de mer intérieure. Se rabattant sur l'initiative privée, Roudaire et Ferdinand de Lesseps fondent, en décembre 1882, la Société d'études de la mer intérieure africaine. Sur le budget de la société, mais détaché par le ministère, l'officier dirige une quatrième mission au départ de Tozeur dès le 22 janvier 1883. Au retour, gravement mis en cause par le milieu scientifique et contesté par sa hiérarchie, Roudaire meurt d'épuisement le 14 janvier 1885 avec le grade de lieutenant-colonel. Son engagement républicain et fouriériste lui avait attiré de tenaces inimitiés. Quant à la Société d'études de la mer intérieure africaine, après s'être reconvertie dans l'exploitation d'une colonie agricole près de Gabès, elle disparaît en 1892.

## Décorations
- Médaille de première classe remise par le Congrès géographique international pour son exploration des chotts (11 août 1875).
- Grade d'officier de la Légion d'honneur (6 octobre 1875).
- Grade d'officier de l'Instruction publique (28 août 1876).
- Médaille d'or de la Société de géographie (mars 1877).
- Grande médaille d'honneur de la Société de topographie pour ses travaux de nivellement (mars 1877).

## Publications
Les ouvrges ci-dessous sont disponibles dans Gallica
- Premier rapport sur la mission des chotts publié par l'instruction publique (janvier 1877).
- Deuxième rapport sur les missions des chotts publié par l'instruction publique (janvier 1881).
- La mer intérieure africaine (septembre 1883).

## Littérature
- Jules Verne, Hector Servadac (1877) évoque la « mer saharienne » comme réalisée ; elle aurait inspiré le projet d'une... mer centrale australienne ! (I, 13).
- Jules Verne, L'Invasion de la mer (1905) est une version romanesque du projet de Roudaire.